# Grabkreuz Kirchplatz 1 (Goebges)

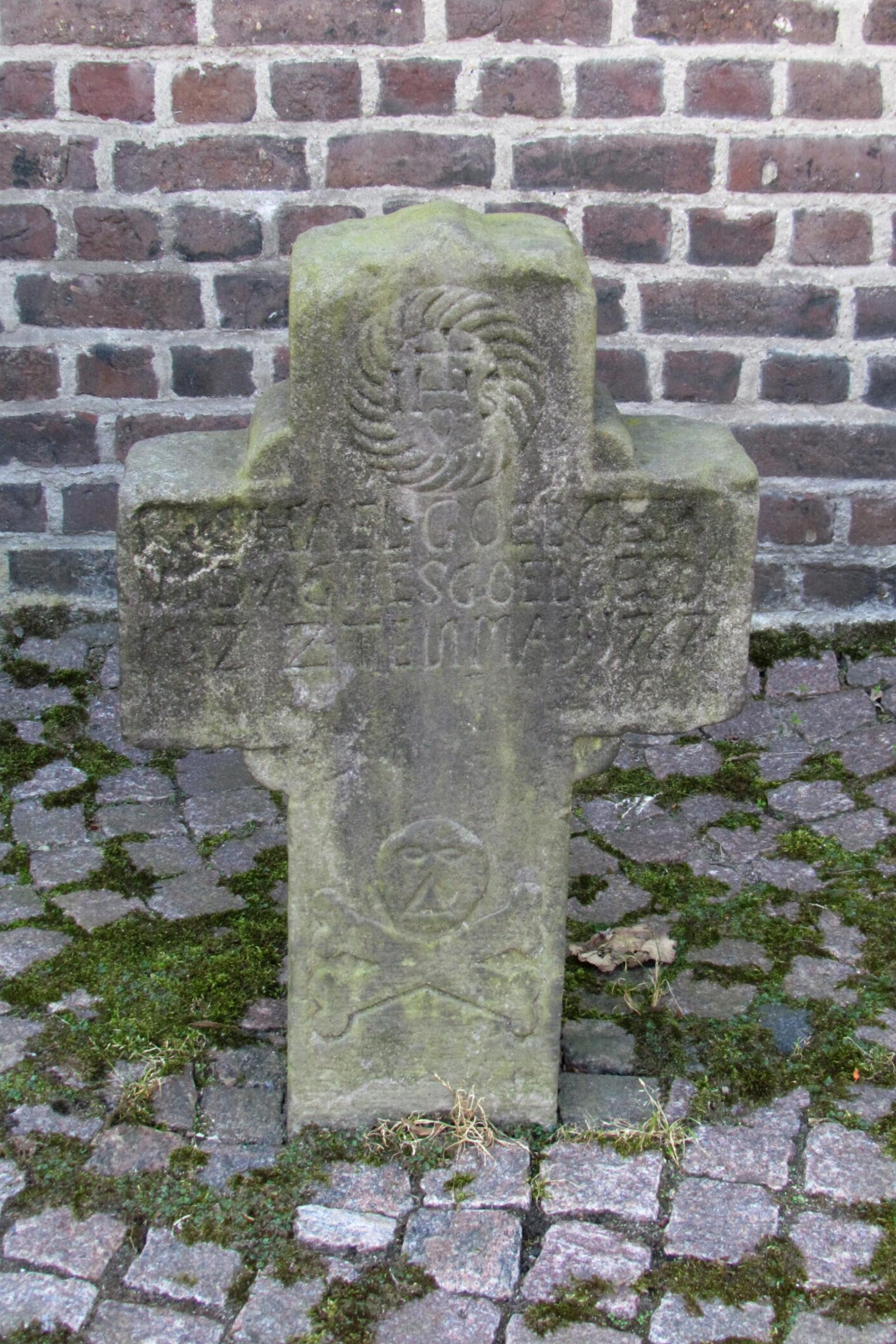
Grabkreuz an der Kirche

Das Grabkreuz Kirchplatz 1 steht in Korschenbroich im Rhein-Kreis Neuss in Nordrhein-Westfalen.
Das Kreuz wurde 1767 errichtet und unter Nr. 100 am 26. Mai 1987 in die Liste der Baudenkmäler in Korschenbroich eingetragen.

## Gestaltung
Das Kreuz aus dem Jahr 1767 ist aus Liedberger Sandstein gemacht, 17,5 cm tief, 51 cm breit und etwa 70 cm hoch. Auf der Vorderseite sind oben umgeben von einem Kranz die Buchstaben „IHS“ herausgearbeitet, die Anfangsbuchstaben des Namens Jesu im Griechischen, und unten das Bild eines Schädels mit gekreuzten Knochen. Die Grabinschrift lautet „MICHAEL GOEBGES UND AGNES GOEBGES DEN N Z Z TEN MAY 1767“. Die Rückseite zeigt ein „IHS“ mit aufgesetztem Kreuz, darunter ein Herz mit einem Pfeil.